# Françoise Bonardel
Cet article possède un paronyme, voir Bonnardel.
Françoise Bonardel est une philosophe française, née en 1947 à Joigny.
Elle a notamment travaillé sur l'alchimie, l'hermétisme et le bouddhisme.

## Biographie

### Formation
Françoise Bonardel est agrégée de philosophie (1975) et docteur d'État en lettres et sciences humaines (1984).

### Carrière
Elle est professeure à l'université Paris-1 Panthéon-Sorbonne, où elle enseigne la philosophie des religions de 1990 à 2010. Elle est également administratrice de l'Institut d'études bouddhiques.
De 2012 à 2015, elle est membre du Comité pour l'histoire préfectorale,.

## Travaux
Spécialiste des doctrines de l'hermétisme, de l'alchimie et du bouddhisme, sa thèse, intitulée Visions du Grand Œuvre en Extrême-Occident fut dirigée par Gilbert Durand. Soutenue en 1984, cette thèse est remaniée et publiée en 1993 sous le titre Philosophie de l'alchimie : Grand Œuvre et modernité. Ses travaux récents s'orientent vers une étude des finalités de la culture (culture, identité, sagesse). Il est question d'une troisième voie qui serait proprement européenne, soit la renaissance spirituelle à travers la « grande culture » de la Renaissance et des Lumières, entre ces deux écueils que sont l'enracinement patriotique et le relativisme d'une société de consommation mondialisée,,,
,,,
,,.
Avec l'astrophysicien Guy Pelletier, le médecin cancérologue René Schœrer, Françoise Bonardel anime un dialogue de scientifiques avec le dalaï-lama le 28 octobre 1993 à Grenoble intitulé Interdépendance : science, nature et conscience.

## Controverse
Françoise Bonardel a fait partie du jury de la thèse de sociologie soutenue en 2001 à la Sorbonne par l'astrologue Élizabeth Teissier et critiquée notamment par Bernard Lahire, Philippe Cibois et Dominique Desjeux.

## Ouvrages
- L'Hermétisme, Paris, PUF, coll. « Que sais-je ? », 1985.
- Philosophie de l'alchimie. Grand Œuvre et modernité, Paris, PUF, coll. « Questions », 1993[19]. Thèse d'État remaniée en essai.
- L'Irrationnel, Paris, PUF, coll. « Que sais-je ? », 1re éd. 1996, 2e éd. 2005[20].
- Philosopher par le feu. Anthologie de textes alchimiques, Paris, Seuil, 1998.
- Transhumances, Saint Clément de Rivière, Fata Morgana, 1999.
- La Voie hermétique, Paris, Dervy, 2002.
- Les Pouvoirs de la musique. À l'écoute du sacré, Paris, Dervy, 2005.
- Petit dictionnaire de la vie nomade, Paris, Médicis Entrelacs, 2005.
- Bouddhisme et philosophie. En quête d'une sagesse commune, Paris, L'Harmattan, 2008.
- Des héritiers sans passé. Essai sur la crise de l'identité culturelle européenne, Chatou, La Transparence, 2010.
- Triptyque pour Albrecht Dürer. La conversation sacrée, Chatou, La Transparence, 2012.
- Bouddhisme tantrique et alchimie, Paris, Dervy, 2012, 202 p.
- Antonin Artaud ou la fidélité à l'infini, Paris, Pierre-Guillaume de Roux Éditions, 2014, 430 p.
- Prendre soin de soi : Enjeux et critiques d'une nouvelle religion du bien-être, Paris, Almora, 2016, 240 p.
- Ombra dell’ uomo. Ombra di Dio. Rosenberg & Sellier, Torino, 2017[21]
- Jung et la gnose, Pierre-Guillaume de Roux Éditions, 2017, 420 p.[22],[23],[24]
- Pourquoi combattre ?, sous la dir. de Pierre-Yves Rougeyron[25], Editions Perspectives Libres, Paris, janvier 2019,  (ISBN 979-10-90742-48-2).
- À la rencontre de Saint Christophe, Paris, Guy Trédaniel, 2022, 192 p.[26]

### Préfaces
- Elle cosigne la préface de l'ouvrage du 14e dalaï-lama Le Sens de la vie paru en 1996.
- Arnaud Dotézac, Les lamas se cachent pour renaître, Xenia, 2008, 253 p.,  (ISBN 978-2-88892-060-1)
- Alexandra David-Neel, Milarépa, le yogi-poète tibétain, édité et préfacé par Françoise Bonardel, Plon, 254 p.[27],[28]